# Cyclopsettidae
Die Cyclopsettidae sind eine Familie der Plattfische die im westlichen Atlantik von den Küsten der USA bis nach Brasilien, im östlichen Atlantik vom Senegal bis Angola und im östlichen Pazifik von der Küste der Baja California bis Peru vorkommt. Die Fische sind in flachen Küstengewässern, auch im Brackwasser, und in größeren Tiefen von bis zu 2000 Metern verbreitet. Die Familie wurde erst Anfang September 2019 eingeführt und umfasst vier Gattungen, die vorher zu den Scheinbutten (Paralichthyidae) gehörten. Die Scheinbutte waren in ihrer alten Zusammensetzung eine polyphyletische Gruppe. Während eine Gattungsgruppe um die Typusgattung Paralichthys die Schwestergruppe der Schollen (Pleuronectidae) ist, ist eine andere, aus den Gattungen Citharichthys, Cyclopsetta, Etropus und Syacium bestehend, die Schwestergruppe der Butte (Bothidae). Die Einführung der neuen Familie war notwendig um die in einer modernen Systematik geforderte Monophylie herzustellen.

## Merkmale
Bei allen Arten der Cyclopsettidae befinden sich die Augen nach der Metamorphose auf der linken Körperseite, diese ist also die Oberseite. Die Kloake liegt nahe der Unterseite. Die Bauchflosse der Oberseite befindet sich auf der Mittellinie des Körpers, die Bauchflosse der Unterseite befindet sich weiter vorne als die auf der Augenseite. Die Schwanzflosse hat  17 Flossenstrahlen, die alle von den Hypuralia gestützt werden, nicht aber von Neural- oder Hämalbögen. Von den fünf Hypuralia ist die fünfte mit der Epurale, einem länglichen, freistehenden Knochen im Schwanzflossenskelett, verwachsen. Der erste Neuralbogen fehlt.

## Gattungen und Arten
Zu den Cyclopsettidae gehören vier Gattungen und 45 Arten:

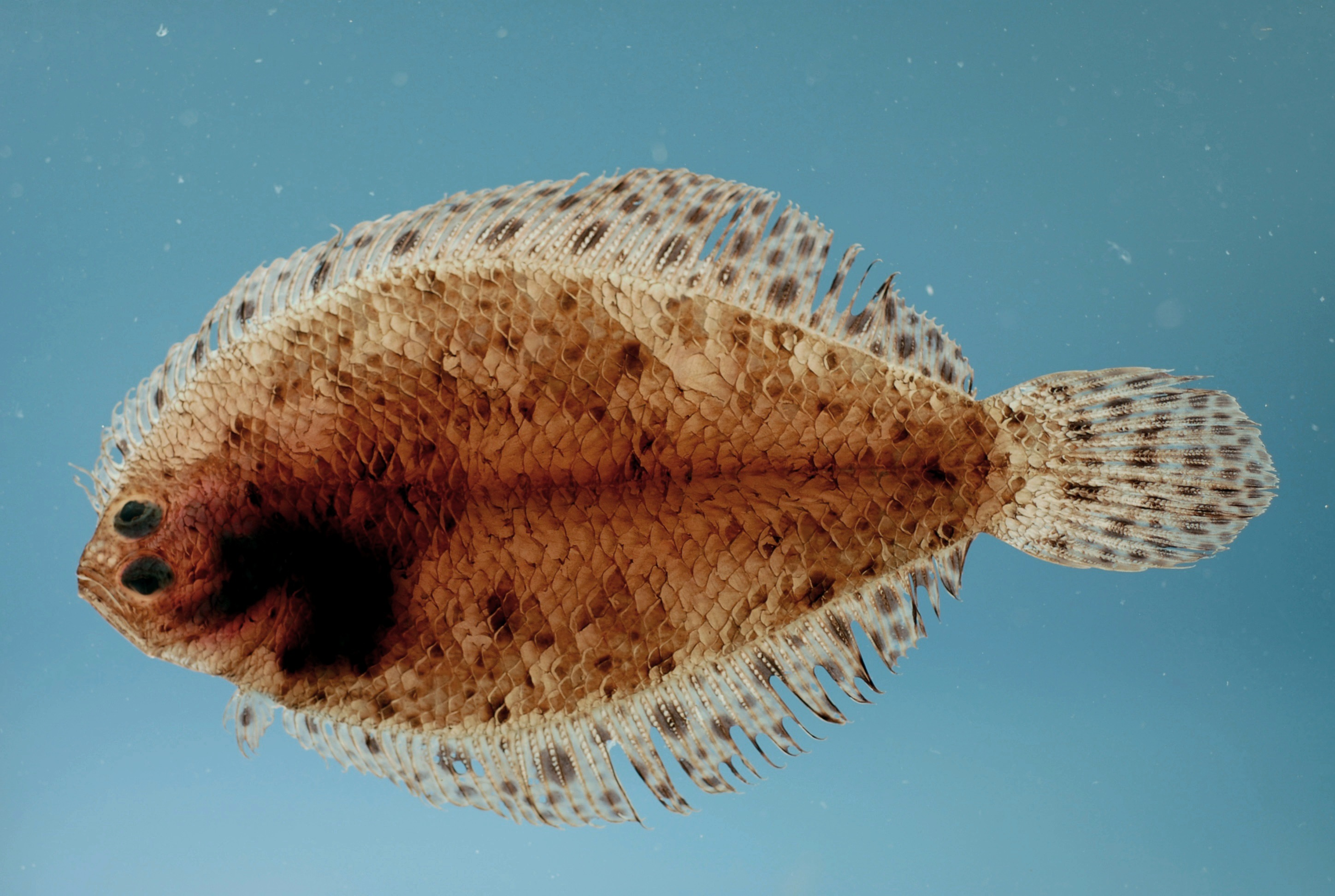
Citharichthys macrops

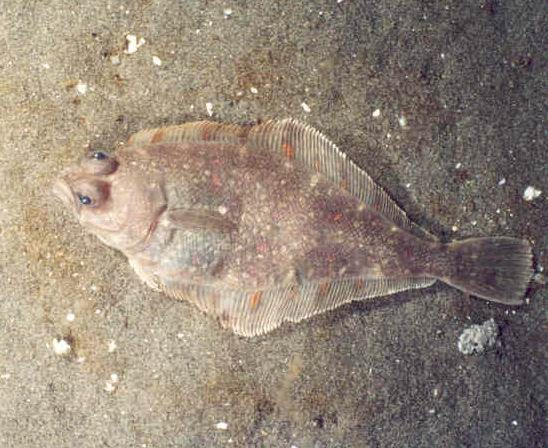
Citharichthys sordidus

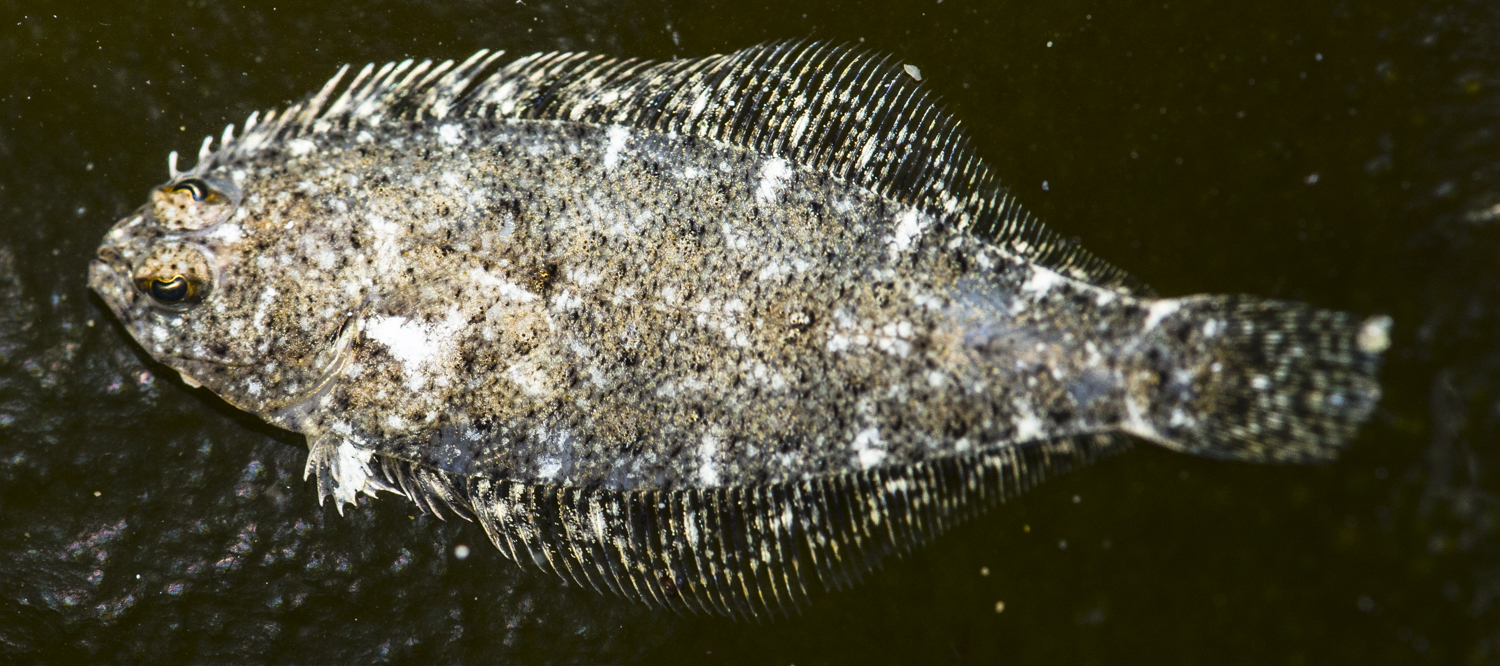
Citharichthys stigmaeus

- Gattung Citharichthys Bleeker, 1862
  - Citharichthys abbotti Dawson, 1969
  - Citharichthys amblybregmatus Gutherz & Blackman, 1970
  - Citharichthys arctifrons Goode, 1880
  - Citharichthys arenaceus Evermann & Marsh, 1900
  - Citharichthys cornutus Günther, 1880
  - Citharichthys darwini Victor & Wellington, 2013
  - Citharichthys dinoceros Goode & Bean, 1886
  - Citharichthys fragilis Gilbert, 1890
  - Citharichthys gilberti Jenkins & Evermann, 1889
  - Citharichthys gnathus Hoshino & Amaoka, 1999
  - Citharichthys gordae Beebe & Tee-Van, 1938
  - Citharichthys gymnorhinus Gutherz & Blackman, 1970
  - Citharichthys macrops Dresel, 1885
  - Citharichthys mariajorisae van der Heiden & Mussot-Pérez, 1995
  - Citharichthys minutus Cervigón, 1982
  - Citharichthys platophrys Gilbert, 1891
  - Citharichthys sordidus Girard, 1854
  - Citharichthys spilopterus Günther, 1862
  - Citharichthys stampflii Steindachner, 1894
  - Citharichthys stigmaeus Jordan & Gilbert, 1882
  - Citharichthys surinamensis Bloch & Schneider, 1801
  - Citharichthys uhleri Jordan, 1889
  - Citharichthys valdezi Cervigón, 1986
  - Citharichthys xanthostigma Gilbert, 1890
- Gattung Cyclopsetta Gill, 1889Cyclopsetta fimbriata

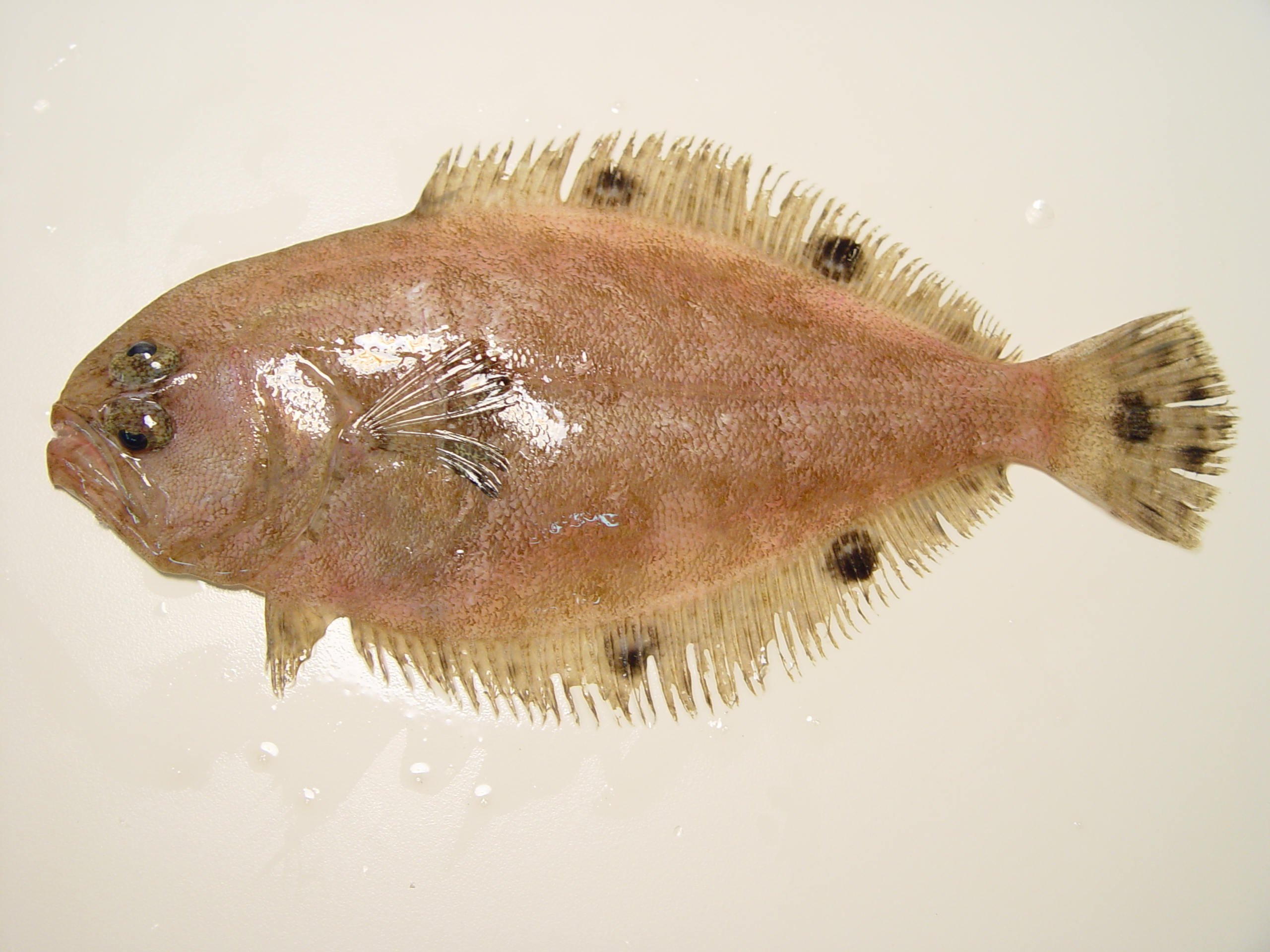
Cyclopsetta fimbriata

  - Cyclopsetta chittendeni Bean, 1895
  - Cyclopsetta decussata Gunter, 1946
  - Cyclopsetta fimbriata Goode & Bean, 1885
  - Cyclopsetta panamensis Steindachner, 1876
  - Cyclopsetta querna Jordan & Bollman, 1890
- Gattung Etropus Jordan & Gilbert, 1882Etropus rimosus

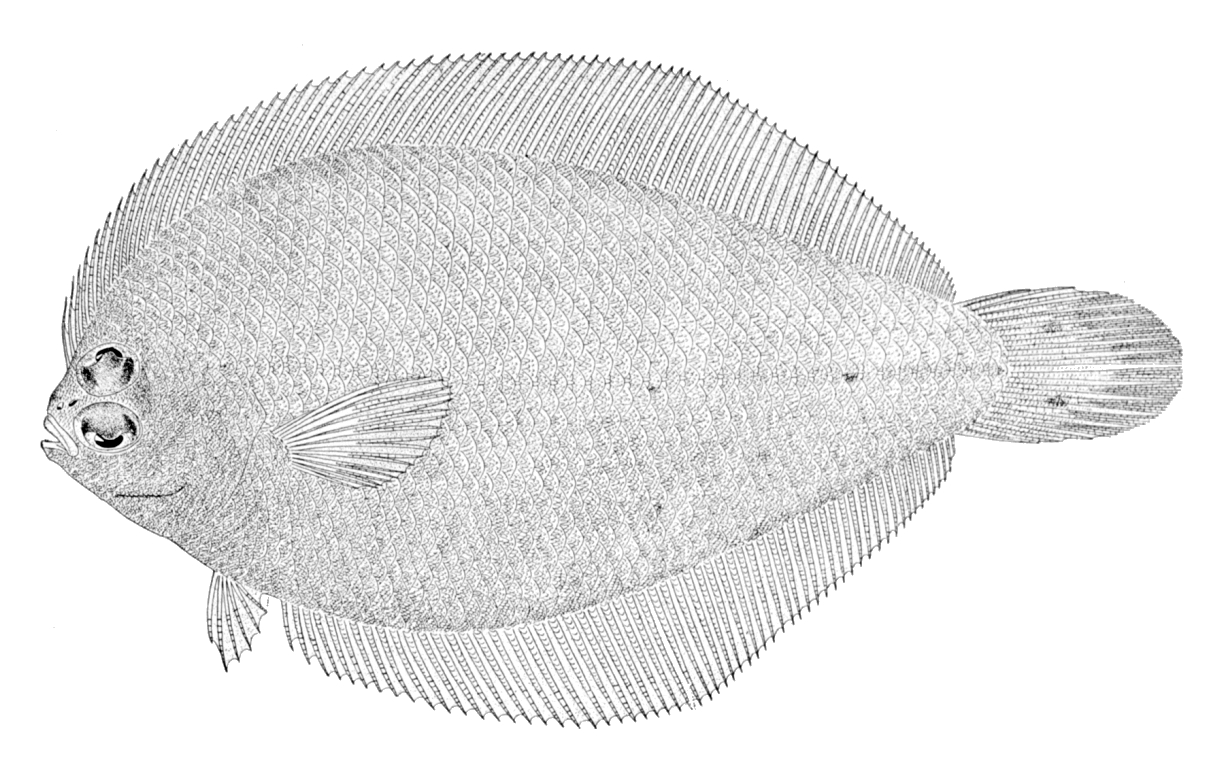
Etropus rimosus

  - Etropus crossotus Jordan & Gilbert, 1882
  - Etropus cyclosquamus Leslie & Stewart, 1986
  - Etropus delsmani Chabanaud, 1940
  - Etropus ectenes Jordan, 1889
  - Etropus intermedius Norman, 1933
  - Etropus longimanus Norman, 1933
  - Etropus microstomus Gill, 1864
  - Etropus peruvianus Hildebrand, 1946
  - Etropus rimosus Goode & Bean, 1885
- Gattung Syacium Ranzani, 1842Syacium papillosum
  - Syacium guineensis Bleeker, 1862
  - Syacium gunteri Ginsburg, 1933

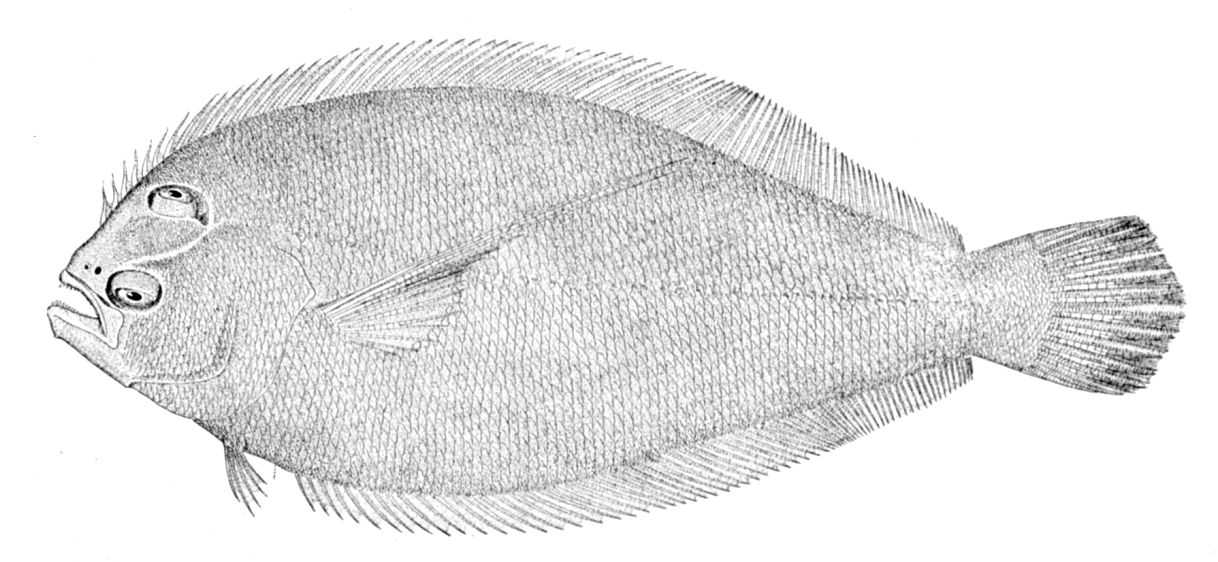
Syacium papillosum

  - Syacium latifrons Jordan & Gilbert, 1882
  - Syacium longidorsale Murakami & Amaoka, 1992
  - Syacium maculiferum Garman, 1899
  - Syacium micrurum Ranzani, 1842
  - Syacium ovale Günther, 1864
  - Syacium papillosum Linnaeus, 1758

## Belege
1. 1 2 3 4  Matthew A. Campbell, Bruno Chanet, Jhen‐Nien Chen, Mao‐Ying Lee, Wei‐Jen Chen (2019): Origins and relationships of the Pleuronectoidei: Molecular and morphological analysis of living and fossil taxa. Zoologica Scripta, 48: 640-656. doi: 10.1111/zsc.12372. Seite 652.
2. ↑  Peter B. Berendzen & Walter W. Dimmicck: Phylogenetic Relationships of Pleuronectiformes Based on Molecular Evidence. Copeia, 2002(3), pp. 642–652